# Before the Flood
| Críticas profissionais | Críticas profissionais |
| Avaliações da crítica  | Avaliações da crítica  |
| Fonte                  | Avaliação              |
| ---------------------- | ---------------------- |
| allmusic               | 4.5 de 5 estrelas.     |
| Robert Christgau       | A                      |
| Rolling Stone          | 3.5 de 5 estrelas.     |

Before the Flood é um álbum ao vivo de Bob Dylan e The Band. Lançado em 1974, documenta a turnê que Dylan realizou naquele ano com seus antigos colaboradores do The Band.
O disco atingiu a 3ª colocação do Pop Albums.

## Faixas
Todas as faixas por Bob Dylan, exceto onde especificado em contrário.

### Disco 1
1. "Most Likely You Go Your Way (And I'll Go Mine)" – 4:15
2. "Lay Lady Lay" – 3:14
3. "Rainy Day Women #12 & 35" – 3:27
4. "Knockin' on Heaven's Door" – 3:51
5. "It Ain't Me, Babe" – 3:40
6. "Ballad of a Thin Man" – 3:41
7. "Up on Cripple Creek" (Robertson) – 5:25
8. "I Shall Be Released" – 3:50
9. "Endless Highway" (Robertson) – 5:10
10. "The Night They Drove Old Dixie Down" (Robertson) – 4:24
11. "Stage Fright" (Robertson) – 4:45

### Disco 2
1. "Don't Think Twice, It's All Right" – 4:36
2. "Just like a Woman" – 5:06
3. "It's Alright, Ma (I'm Only Bleeding)" – 5:48
4. "The Shape I'm In" (Robertson) – 4:01
5. "When You Awake" (Manuel/Robertson) – 3:13
6. "The Weight" (Robertson) – 4:47
7. "All Along the Watchtower" – 3:07
8. "Highway 61 Revisited" – 4:27
9. "Like a Rolling Stone" – 7:09
10. "Blowin' in the Wind" – 4:30

## Créditos
- Rick Danko - baixo, violino, vocal
- Bob Dylan - guitarra, harmónica, piano, vocal
- Levon Helm - bateria, bandolim, vocal
- Garth Hudson - órgão, clavinet, piano, teclados, saxofone
- Richard Manuel - piano, órgão, bateria, vocal
- Robbie Robertson - guitarra, vocal